# Sourdeval-les-Bois
Sourdeval-les-Bois  là một xã thuộc tỉnh Manche trong vùng Normandie tây bắc nước Pháp. Xã này nằm ở khu vực có độ cao trung bình 91 mét trên mực nước biển.